# Teodoro III d'Armenia
Teodoro III d'Armenia, anche Thoros o Toros I ((HY)  Թորոս Երրորդ: T‘oros; Mamistra, ottobre 1271 – Partzerpert, 23 luglio 1298), fu re della Piccola Armenia dal 1293 al 1298 mentre questa era uno stato cliente dell'Impero mongolo.

## Biografia

### Famiglia
Apparteneva alla famiglia degli Hetumidi, era figlio di Leone III d'Armenia e Keran di Lampron e nipote di Aitone I d'Armenia che aveva sottomesso la Cilicia ai Mongoli nel 1240.
Teodoro si sposò due volte, la prima il 9 gennaio 1288 con Margherita di Lusignano (circa 1276 - 1296, Armenia), figlia del re Ugo III di Cipro, da questa unione nacquero:
- Boemondo;
- Leone, che fu re d'Armenia dal 1303 al 1307.

Rimasto vedovo, si risposò con una principessa mongola, imparentata con l'Ilkhan Ghazan, non ebbe figli di questa seconda unione.

### Regno
Teodoro divenne re nel 1293 quando suo fratello Aitone II abdicò in suo favore ed entrò nel monastero armeno di Mamistra.
Tuttavia, nel 1295 Teodoro chiese ad Aitone di ritornare sul trono per aiutarlo a rinsaldare l'alleanza con i Mongoli, tentativo che ebbe successo.
Anche i rapporti con il potente Impero bizantino erano migliorati, il 16 gennaio 1294 una delle sorelle di Aitone, Rita, aveva sposato Michele IX Paleologo, l'Imperatore bizantino.
Attorno al 1297 Aitone e Teodoro si recarono a Costantinopoli e, durante la loro assenza, il loro fratello Sempad usurpò il trono con l'aiuto dell'altro fratello Costantino.
Quando Aitone e Teodoro tornarono Sempad li catturò a Caesarea e li imprigionò nella fortezza di Partzerpert dove Aitone fu parzialmente accecato per cauterizzazione.
Il 23 luglio 1298 Teodoro fu strangolato in Partzepert da Oscin, Maresciallo d'Armenia, per ordine di Sempad.

## Ascendenza
|                       |   |                            | Genitori                 |  |  | Nonni |  |  | Bisnonni               |  |  | Trisnonni           |  |
|                       |   |                            |                          |  |  |       |  |  | Costantino di Barbaron |  |  | Vacaghk di Barbaron |  |
|                       |   |                            |                          |  |  |       |  |  | Costantino di Barbaron |  |  | Vacaghk di Barbaron |  |
|                       |   | …                          |                          |  |  |       |  |  | Costantino di Barbaron |  |  |                     |  |
| Aitone I d'Armenia    |   |                            |                          |  |  |       |  |  | Costantino di Barbaron |  |  |                     |  |
|                       |   | Alix Pahlavouni di Lampron | Aitone III di Lampron    |  |  |       |  |  |                        |  |  |                     |  |
|                       |   | Alix Pahlavouni di Lampron | Aitone III di Lampron    |  |  |       |  |  |                        |  |  |                     |  |
|                       |   | Alix Pahlavouni di Lampron | Rita dei Rupenidi        |  |  |       |  |  |                        |  |  |                     |  |
| Leone III d'Armenia   |   | Alix Pahlavouni di Lampron |                          |  |  |       |  |  |                        |  |  |                     |  |
|                       |   | Leone II d'Armenia         | Stefano d'Armenia        |  |  |       |  |  |                        |  |  |                     |  |
|                       |   | Leone II d'Armenia         | Stefano d'Armenia        |  |  |       |  |  |                        |  |  |                     |  |
|                       |   | Leone II d'Armenia         | Rita di Barbaron         |  |  |       |  |  |                        |  |  |                     |  |
| Isabella d'Armenia    |   | Leone II d'Armenia         |                          |  |  |       |  |  |                        |  |  |                     |  |
|                       |   | Sibilla di Lusignano       | Amalrico II di Lusignano |  |  |       |  |  |                        |  |  |                     |  |
|                       |   | Sibilla di Lusignano       | Amalrico II di Lusignano |  |  |       |  |  |                        |  |  |                     |  |
|                       |   | Sibilla di Lusignano       | Sibilla di Gerusalemme   |  |  |       |  |  |                        |  |  |                     |  |
| Teodoro III d'Armenia |   | Sibilla di Lusignano       |                          |  |  |       |  |  |                        |  |  |                     |  |
|                       | … | …                          |                          |  |  |       |  |  |                        |  |  |                     |  |
|                       | … | …                          |                          |  |  |       |  |  |                        |  |  |                     |  |
|                       | … | …                          |                          |  |  |       |  |  |                        |  |  |                     |  |
| Aitone IV d'Armenia   | … |                            |                          |  |  |       |  |  |                        |  |  |                     |  |
|                       |   | …                          | …                        |  |  |       |  |  |                        |  |  |                     |  |
|                       |   | …                          | …                        |  |  |       |  |  |                        |  |  |                     |  |
|                       |   | …                          | …                        |  |  |       |  |  |                        |  |  |                     |  |
| Keran di Lampron      |   | …                          |                          |  |  |       |  |  |                        |  |  |                     |  |
|                       |   | …                          | …                        |  |  |       |  |  |                        |  |  |                     |  |
|                       |   | …                          | …                        |  |  |       |  |  |                        |  |  |                     |  |
|                       |   | …                          | …                        |  |  |       |  |  |                        |  |  |                     |  |
| …                     |   | …                          |                          |  |  |       |  |  |                        |  |  |                     |  |
|                       |   | …                          | …                        |  |  |       |  |  |                        |  |  |                     |  |
|                       |   | …                          | …                        |  |  |       |  |  |                        |  |  |                     |  |
|                       |   | …                          | …                        |  |  |       |  |  |                        |  |  |                     |  |
|                       |   | …                          |                          |  |  |       |  |  |                        |  |  |                     |  |